# موزه هنر سینبریکف
موزه هنر سینبریکف (انگلیسی: Sinebrychoff Art Museum) یک موزه هنری زیر مجموعه گالری ملی فنلاند واقع در بلوار ارت‌تایا در نزدیکی هلسینکی پایتختِ فنلاند است.
این موزه آثار مرتبط با پیشینه هنر غرب طی سده‌های ۱۴ تا ۱۹ را در خود جای داده‌است. نیمی از موزه، کاربری خانه موزه تاریخی دارد که به مرتبط با وسایلی است که خاندان سینبریکف در سده ۱۹ جمع‌آوری کرده‌است.

## پیشینه
ساختمان مسکونی این موزه در سال ۱۸۴۲ توسط تاجر روسی نیکلای سینبریکف ساخته شد که کارخانه آبجوسازی وی با همین برند در کنار این بنا بود. نیکلای در این خانه زندگی نمی‌کرد و در سومنلینا اقامت داشت. خانواده برادرش در این خانه زندگی می‌کردند و برادرزاده اش، پاول، یک مجموعه هنری را راه اندازی کرد. پاول در سال ۱۹۰۴ به جمع‌آوری آثار هنرهای اروپایی ادامه داد. او به همراه همسر بازیگرش، فانی سینبریکف، مجموعه‌ای حدود ۹۰۰ اثر هنری را جمع‌آوری کرد، بیشتر این آثار نقاشی (۱۰۰ اثر استادان قدیمی و تقریباً ۳۵۰ مینیاتور پرتره) بودند اما مواردی مانند مبلمان عتیقه، ظروف نقره و ظروف چینی نیز در بین آن‌ها بود.

## خانه موزه
در سال ۱۹۲۱، پل و فانی سینبریکف مجموعه خود را به دولت فنلاند اهدا کردند؛ که بزرگترین اهدای هنری در فنلاند است. در این سال این خانه به عنوان یک موزه خانه تاریخی افتتاح شد.

## موزه سینبریکف
در سال ۱۹۷۵، دولت فنلاند کل ساختمان را از شرکت آبجوسازی خریداری کرد، و پس از ۵ سال مرمت، ساختمان را افتتاح کرد؛ و مجموعه‌هایی با پیشینه هنر غرب از آتنئوم به موزه هنر سینبریکف منتقل شدند.
در سال ۱۹۹۰، موزه هنر سینبریکف در گالری ملی فنلاند گنجانده شد. موزه‌های دیگر آتنئوم و کیاسما هستند.

## نگارخانه

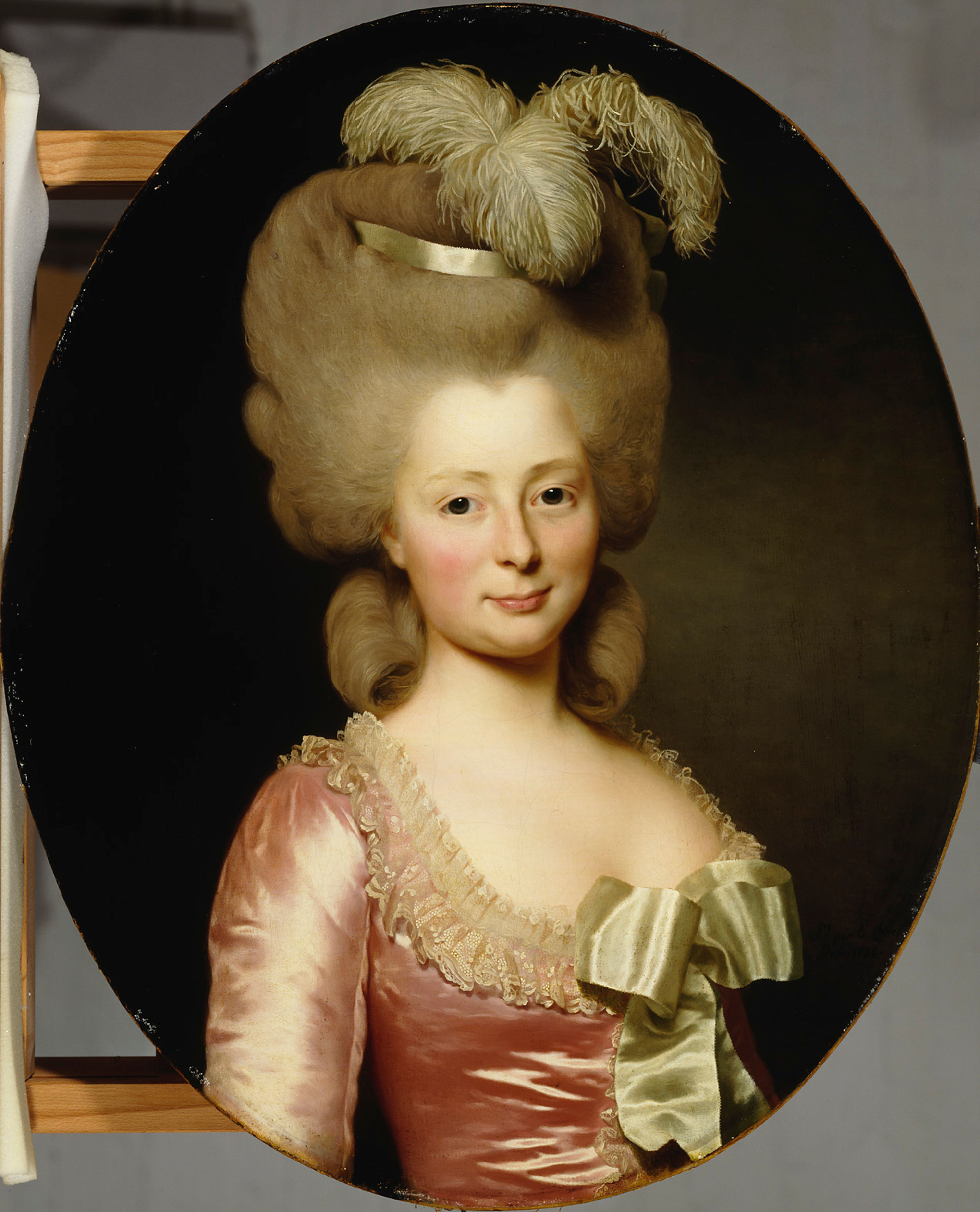
پرتره یک بانو در سال ۱۷۸۰اثر الکساندر روسلین

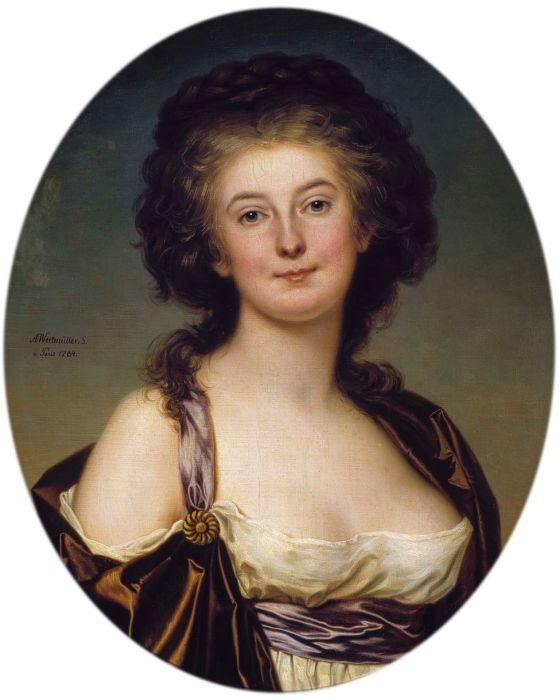
شارلوت اکرمان خواننده و بازیگر سوئدی اثر آدولف اولریک ورتمولر ۱۷۸۴